# Janira alta
Janira alta är en kräftdjursart som först beskrevs av William Stimpson 1853.  Janira alta ingår i släktet Janira och familjen Janiridae. Inga underarter finns listade i Catalogue of Life.